# Csaris
A Csaris (oroszul: Чарыш) folyó Oroszországban, Nyugat-Szibéria déli részén, a Felső-Ob bal oldali mellékfolyója.

## Földrajz
Hossza: 547 km, vízgyűjtő területe: 22 200 km², évi közepes vízhozama: 192 m³/sec (a torkolat fölött 82 km-rel).
Az Altaj köztársaság Mendur-Szokkon faluja közelében, az Altaj északnyugati részén emelkedő Korgoni-hegység északi lejtőin, 1800 m tengerszint feletti magasságban ered. Legnagyobb részt az Altaji határterületen folyik előbb északnyugat felé, majd fokozatosan északkelet felé fordul és Uszty-Csarisszkaja Prisztany falu fölött ömlik az Obba.
Kezdetben meredek hegyoldalak között kanyargó, nagy esésű, tipikus felső szakasz jellegű folyó. Lejjebb sodrása lelassul, és alsó szakaszán erdők nélküli sík vidéken, széles mederben folyik; 2–7 km széles árterében holtágak, mocsaras partszakaszok találhatók. 
Alsó szakaszán novembertől, felső szakaszán december elejétől április elejéig befagy. Nyáron vizének hőmérséklete az alsó szakaszon akár a 20 fokot is elérheti, de a hegyes szakaszon hideg marad. A torkolattól 83 km-ig, Uszty-Kalmanka faluig hajózható. 
Felső szakaszának magas, sziklás partok között rohanó, kisebb vízesésekkel tarkított bal oldali mellékfolyói: az Inya, a Belaja és a Korgon. Jelentősebb jobb oldali mellékvize a Maraliha.
A folyó mentén sok kisebb település található, némelyek még a 18. században keletkeztek, amikor a folyó vízgyűjtő területén arany-, ezüst- és rézérc lelőhelyeket fedeztek fel és kezdtek bányászni. 